# Teatro Doblado
El edificio Teatro Manuel Doblado también conocido como Teatro Doblado está ubicado en la calle Pedro Moreno número 202 esquina con Hermanos Aldama en la ciudad de León, Guanajuato, México. Desde su fundación ha funcionado como teatro, cine, corral de caballos y estacionamiento. Tiene capacidad para 1,308 personas.

## Historia
En 1869 inicia la construcción en estilo neoclásico francés siendo arquitecto José Noriega, desde el inicio del proyecto se planea llamarlo Teatro Gorostiza, en honor del dramaturgo Manuel Eduardo de Gorostiza, sin embargo se inaugura el 4 de noviembre de 1872 con el nombre de Teatro Doblado. Desde su inauguración fue administrado por autoridades municipales. Su estructura incluía butaquería en herradura con balcones laterales, un domo de cristal sobre el vestíbulo en donde había una fuente central. A imitación de los edificios romanos, en su fachada se elevan cuatro columnas toscanas del orden corintio. 
Lleva el nombre del General Manuel Doblado, militar y gobernador del Estado de Guanajuato en la época del Gobierno Juarista.
En la inauguración se montaron cuadros musicales incluyendo La Traviata, de Giusseppe Verdi y la ópera Macbeth con la participación de la cantante Virginia Galván de Nava. Fue escenario de actuaciones de Ángela Peralta, Virginia Fábregas, Elisa de la Maza, Ricardo Costa, Juan de Dios Peza, Jaime Nunó, Julián Carrillo y Efraín Hernández.
En 1910 fue escenario de un mitin político de Francisco I. Madero en donde pronunció un discurso a favor de la no reelección de Porfirio Díaz y a partir del movimiento revolucionario debido a los constantes cambios políticos, se transformó en sala de cine, corral de caballos de los revolucionarios y cuartel.
A mediados del siglo XX fue estacionamiento público.  En completo deterioro, terminó como lote baldío.
En 1954 tras numerosas protestas por el mal uso que se le da al edificio se restablece como teatro. Las labores de reconstrucción incluyeron pulido y labrado de la cantera y reposición de los techos del vestíbulo y el foro.
En 1958 se forma el Patronato del Teatro Manuel Doblado quienes resolvieron demolerlo para construir el Instituto de Bellas Artes. Se perdieron el foro, los camerinos, la sala de espectáculos, las plateas, las lunetas, el vestíbulo, y dejó de estar en funcionamiento durante casi 20 años.

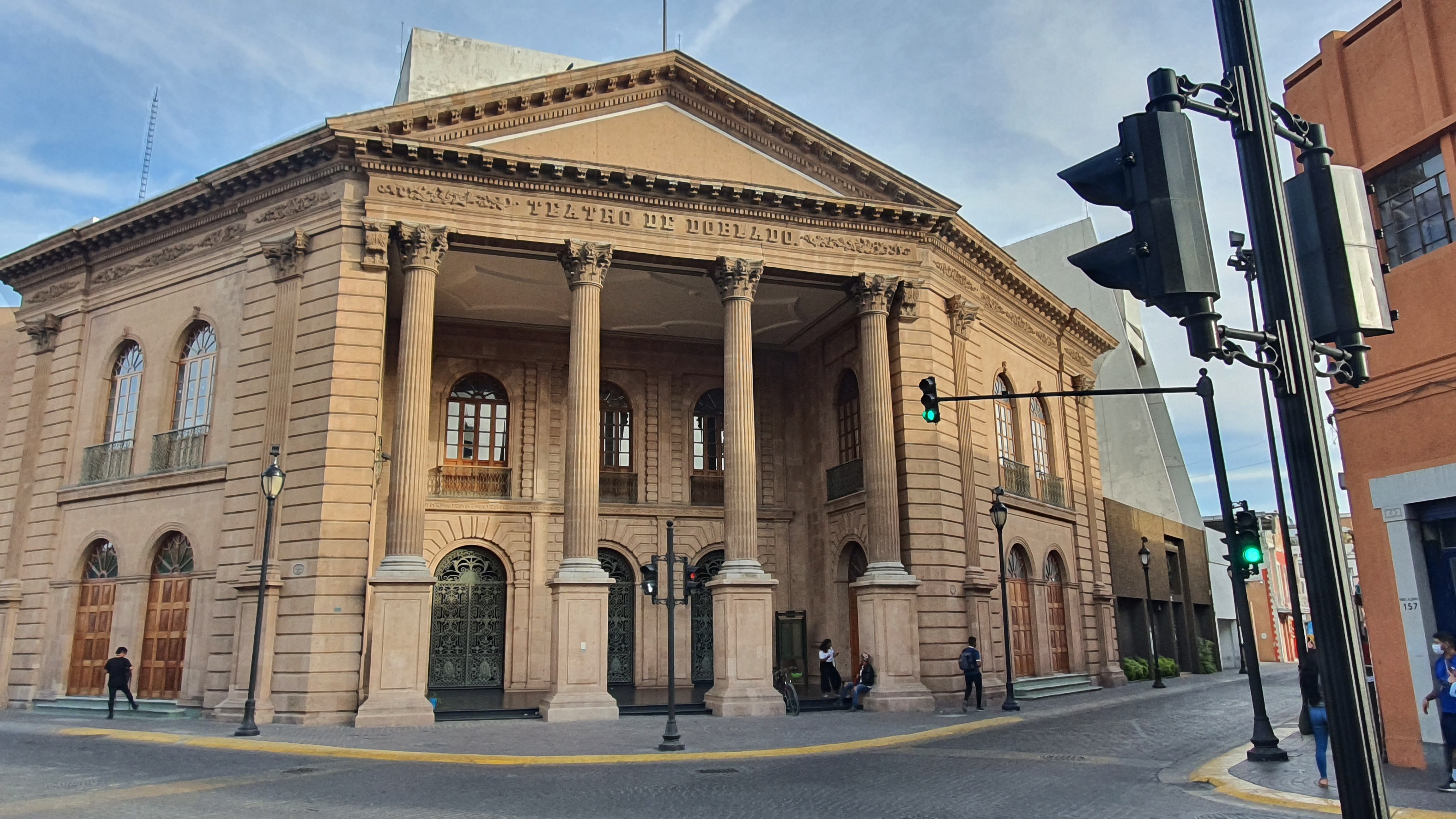
Fachada principal del Teatro Manuel Doblado.

El teatro es rehabilitado nuevamente a partir del 26 de abril de 1976 siendo gobernador del estado Luis H. Ducoing, quien aporta los fondos para su reconstrucción. Las modificaciones tomaron en cuenta la isóptica y la acústica, elementos importantes en los foros modernos. Se modernizó la tramoya, los equipos técnicos de sonido e iluminación, la bodega y se mantuvo el estilo neoclásico de la fachada, además se construyó la galería Jesús Gallardo, ahí se exhiben exposiciones pictóricas de artistas regionales, nacionales e internacionales.  Cuenta con otras tres galerías, la Sala de las Monas y dos que llevan el nombre de Eloísa Jiménez, utilizadas también como sede de eventos literarios, editoriales y musicales. 
Fue reinaugurado en 1979 por Carmen Romano de López Portillo con la participación de la Orquesta filarmónica de la Ciudad de México, bajo la batuta de Fernando Lozano Rodríguez.
En 2005 nace la agrupación Los Amigos del Teatro Manuel Doblado, a partir del festejo del 125 aniversario del edificio. Esta asociación se encarga de recaudar fondos para el mantenimiento y remodelación del Teatro, mediante la participación de la población leonesa.
La iluminación de la fachada del Teatro Manuel Doblado se le agregó en diciembre del 2005.
En el edificio se realizan obras de teatro, ópera, música, danza, variedades, espectáculos infantiles, festivales, cine, conferencias, asambleas, informes de gobierno y presentaciones de fin de cursos de casas de cultura, escuelas federales y colegios particulares.

### Galería Jesús Gallardo
El 12 de abril del 2000 se inaugura la galería Jesús Gallardo convirtiéndose en el primer espacio expositivo de artes visuales que cuenta con las especificaciones necesarias como el control de temperatura e iluminación y los controles totales de seguridad que permiten salvaguardar la obra de arte expuesta.
El espacio contribuye a la formación artística de creadores locales y regionales; motiva a diferentes sectores a acercarse a las manifestaciones artísticas; y se consolida como un espacio adecuado para la exposición de obras de arte de connotados artistas.